# Pertoltice pod Ralskem (železniční zastávka)
Pertoltice pod Ralskem jsou železniční zastávka a závorářské stanoviště, která se nachází na západní straně obce Pertoltice pod Ralskem v okrese Česká Lípa. Leží v km 102,939 jednokolejné trati Liberec – Česká Lípa mezi stanicemi Mimoň a Brniště.

## Historie
Zastávka byla zprovozněna Ústecko-teplickou dráhou (ATE) 17. září 1900, tedy současně se zahájením provozu tratě z Mimoně do Liberce.
Od roku 1919 nese zastávka název Pertoltice nad Ralskem s výjimkou let 1938 až 1945, kdy se používalo německé pojmenování Barzdorf a/Rollberg.

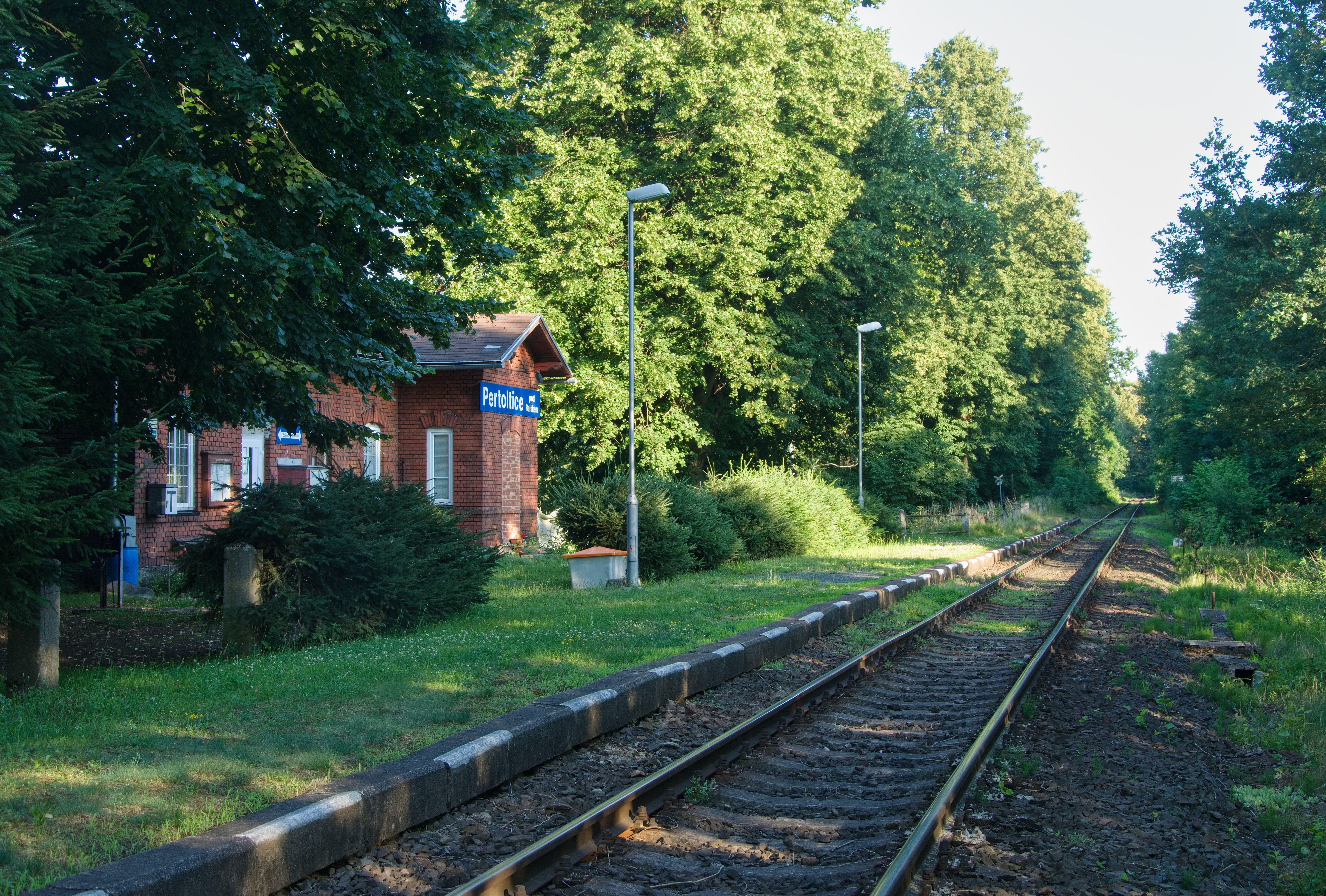
Pohled na nástupiště ve směru na Mimoň

## Popis zastávky
V zastávce je u traťové koleje zřízeno nástupiště o délce 114 metrů, výška nástupní hrany se nachází 300 mm nad temenem kolejnice. Cestujícím je k dispozici čekárna.

## Popis závorářského stanoviště
Závorář z Pertoltic pod Ralskem obsluhuje celkem troje mechanická přejezdová zabezpečovací zařízení:
- přejezd P3403 v km 102,176, účelová komunikace, tyto závory jsou trvale uzavřeny, otevírány jsou jen na požádání.
- přejezd P3404 v km 102,867, polní cesta, v době neobsazení závorářského stanoviště jsou závory uzavřeny.

Pro uzavření přejezdu P3403 potřebuje závorář 39 otáček klikou, pro uzavření druhého přejezdu pak 43 otáček.
V roce 2022 bylo závorářské stanoviště obsazeno závorářem denně mezi 06:10 a 17:40. V roce 2020 udávala Správa železnic, že pro obsluhu stanoviště zaměstnává dva závoráře.